# Числовая функция
Числова́я фу́нкция (в математике) — функция, которая действует из одного числового пространства (множества) в другое числовое пространство (множество). Числовые множества — это множества натуральных ({\displaystyle \mathbb {N} }), целых ({\displaystyle \mathbb {Z} }), рациональных ({\displaystyle \mathbb {Q} }), вещественных ({\displaystyle \mathbb {R} }) и комплексных чисел ({\displaystyle \mathbb {C} }) вместе с определёнными для соответствующих множеств алгебраическими операциями. Для всех перечисленных числовых множеств, кроме комплексных чисел, определено также отношение линейного порядка, позволяющее сравнивать числа по величине. Числовые пространства — это числовые множества вместе с функцией расстояния, заданной на соответствующем множестве.
В самом общем случае, числовая функция — это функция, принимающая значения в области вещественных чисел и которая задана на произвольном (чаще всего) метрическом пространстве. Такова, например, индикаторная или характеристическая функция множества. Другой пример числовой функции — это функция расстояния (или, что то же самое, метрика).
Числовые функции, заданные на множестве вещественных или комплексных чисел называются функциями соответственно вещественного или комплексного переменного и являются предметом рассмотрения в анализе:
- вещественнозначные функции вещественного переменного рассматриваются в математическом анализе,
- комплекснозначные функции комплексного переменного рассматриваются в комплексном анализе.

Важнейший предмет рассмотрения в анализе — представление числовых функций в виде системы приближений (числовых и функциональных рядов).
Числовые функции обладают как общими свойствами, которыми могут обладать отображения произвольных метрических пространств (например, непрерывность), так и рядом свойств, непосредственно связанных с природой числовых пространств. Таковы свойства 
- дифференцируемости, интегрируемости, суммируемости, измеримости (для произвольных числовых функций);

а, также, свойства
- чётности (нечётности), монотонности (для вещественнозначных функций вещественного переменного);
- аналитичности, многолистности (для комплекснозначных функций комплексного переменного).

Числовые функции широко используются на практике при решении прикладных задач.

## Свойства

### Свойства, связанные с отношением порядка
Пусть дана функция {\displaystyle f\colon M\subset \mathbb {R} \to \mathbb {R} .} Тогда
- функция {\displaystyle f} называется возраста́ющей на {\displaystyle M}, если

{\displaystyle \forall x,y\in M,\;x>y\Rightarrow f(x)\geq f(y);}
- функция {\displaystyle f} называется стро́го возраста́ющей на {\displaystyle M}, если

{\displaystyle \forall x,y\in M,\;x>y\Rightarrow f(x)>f(y);}
- функция {\displaystyle f} называется убыва́ющей на {\displaystyle M}, если

{\displaystyle \forall x,y\in M,\;x>y\Rightarrow f(x)\leq f(y);}
- функция {\displaystyle f} называется стро́го убыва́ющей на {\displaystyle M}, если

{\displaystyle \forall x,y\in M,\;x>y\Rightarrow f(x)<f(y).}
(Строго) возрастающая или убывающая функция называется (строго) монотонной.

### Периодичность
Функция {\displaystyle f\colon M\to N} называется периодической с пери́одом {\displaystyle T\not =0} , если справедливо
{\displaystyle f(x+T)=f(x),\quad \forall x\in M}.
Если это равенство не выполнено ни для какого {\displaystyle T\in M,\,T\not =0} , то функция {\displaystyle f} называется апериоди́ческой.

### Чётность
- Функция {\displaystyle f\colon X\to \mathbb {R} } называется нечётной, если справедливо равенство

{\displaystyle f(-x)=-f(x),\quad \forall x\in X.}
- Функция {\displaystyle f} называется чётной, если справедливо равенство

{\displaystyle f(-x)=f(x),\quad \forall x\in X.}

### Экстремумы функции
Пусть дана функция {\displaystyle f\colon M\subset \mathbb {R} \to \mathbb {R} ,} и {\displaystyle x_{0}\in M^{0}} — внутренняя точка области определения {\displaystyle f.} Тогда
- {\displaystyle x_{0}} называется точкой абсолютного (глобального) максимума, если
{\displaystyle \forall x\in M\quad f(x)\leq f(x_{0});}
- {\displaystyle x_{0}} называется точкой абсолютного минимума, если
{\displaystyle \forall x\in M\quad f(x)\geq f(x_{0}).}

## График функции

Фрагмент графика функции

- Пусть дано отображение {\displaystyle F:X\to Y}. Тогда его гра́фиком {\displaystyle \Gamma } называется множество 
     {\displaystyle \Gamma =\{(x,F(x))\mid x\in X\}\subset X\times Y}, 
где {\displaystyle X\times Y} обозначает декартово произведение множеств {\displaystyle X} и {\displaystyle Y}.
  - Графиком непрерывной функции {\displaystyle F:\mathbb {R} \to \mathbb {R} } является кривая на двумерной плоскости.
  - Графиком непрерывной функции {\displaystyle F:\mathbb {R} ^{2}\to \mathbb {R} } является поверхность в трёхмерном пространстве.

## Примеры
- Функция Дирихле
  - Возвращает единицу, если аргумент — рациональное число, если же иррациональное, то возвращает ноль.
{\displaystyle D(x)={\begin{cases}1,&x\in \mathbb {Q} \\0,&x\not \in \mathbb {Q} \end{cases}}}
  - Область определения: {\displaystyle \mathbb {R} } (вся числовая ось).
  - Область значений: {\displaystyle \left\{0,1\right\}}.

- Функция sgn(x)
  - Возвращает знак аргумента.
{\displaystyle \operatorname {sgn} x={\begin{cases}+1,&x>0\\0,&x=0\\-1,&x<0\end{cases}}}
  - Область определения: {\displaystyle \mathbb {R} }.
  - Область значений: {\displaystyle \left\{-1,0,+1\right\}}.

- {\displaystyle y={\sqrt {1-x^{2}}}}
  - Область определения: {\displaystyle \left[-1,+1\right]}.
  - Область значений: {\displaystyle \left[0,+1\right]}.

- Факториал
  - Возвращает произведение всех натуральных чисел, не больших данного. Кроме того, {\displaystyle 0!=1}.
{\displaystyle n!={\begin{cases}1,&n=0\\n\cdot \left(n-1\right)!,&n\neq 0\end{cases}}}
  - Область определения: {\displaystyle \mathbb {N} _{0}} (множество натуральных чисел с нулём).
  - Область значений: {\displaystyle \left\{1,2,6,24,120,\ldots \right\}}

- Антье (пол)
  - Возвращает целую часть числа.
{\displaystyle \lfloor x\rfloor =\max \left\{q\in \mathbb {Z} \mid q\leqslant x\right\}}
  - Область определения: {\displaystyle \mathbb {R} }.
  - Область значений: {\displaystyle \mathbb {Z} }.

## Способы задания функции
| Словесный     | С помощью естественного языка               | Игрек равно целая часть от икс.                                                                                         |   |   |   |   |    |    |    |    |
| Аналитический | С помощью формулы и стандартных обозначений | {\displaystyle f(x)=x!}                                                                                                 |   |   |   |   |    |    |    |    |
| Графический   | С помощью графика                           | {\displaystyle y=\operatorname {arctg} x}                                                                               |   |   |   |   |    |    |    |    |
| Табличный     | С помощью таблицы значений                  | \| x \| 0 \| 1 \| 2 \| 3 \| 4 \| 5 \| 6 \| 7 \| 8 \| 9 \| \| y \| 1 \| 1 \| 2 \| 3 \| 5 \| 8 \| 13 \| 21 \| 34 \| 55 \| |   |   |   |   |    |    |    |    |
| x             | 0                                           | 1 | 2 | 3 | 4 | 5 | 6  | 7  | 8  | 9  |
| y             | 1                                           | 1 | 2 | 3 | 5 | 8 | 13 | 21 | 34 | 55 |

### Аналитический способ
Аналитический способ. Чаще всего закон, устанавливающий связь между аргументом и функцией, задаётся посредством формул. Такой способ задания функции называется аналитическим.
Этот способ даёт возможность по каждому численному значению аргумента x найти соответствующее ему численное значение функции y точно или с некоторой точностью.
Если зависимость между x и y задана формулой, разрешённой относительно y, т.е. имеет вид y = f(x), то говорят, что функция от x задана в явном виде.
Если же значения x и y связаны некоторым уравнением вида F(x,y) = 0, т.е. формула не разрешена относительно y, что говорят, что функция y = f(x) задана неявно.
Функция может быть определена разными формулами на разных участках области своего задания.
Аналитический способ является самым распространённым способом задания функций. Компактность, лаконичность, возможность вычисления значения функции при произвольном значении аргумента из области определения, возможность применения к данной функции аппарата математического анализа — основные преимущества аналитического способа задания функции. К недостаткам можно отнести отсутствие наглядности, которое компенсируется возможностью построения графика и необходимость выполнения иногда очень громоздких вычислений.
Примеры:
- {\displaystyle f\left(x\right)=x^{2}};
- {\displaystyle f\left(x,y\right)=x\lor y};
- {\displaystyle f\left(A\right)=\left|A\right|};
- {\displaystyle f\left(x\right)={\begin{cases}x^{2},&x\leqslant 0;\\-x^{3},&x>0.\end{cases}}}

### Табличный способ
Функцию можно задать, перечислив все её возможные аргументы и значения для них. После этого, если это необходимо, функцию можно доопределить для аргументов, которых нет в таблице, путём интерполяции или экстраполяции.
Примерами могут служить программа передач, расписание поездов или таблица значений булевой функции:
| {\displaystyle x} | {\displaystyle y} | {\displaystyle x\land y} |
| ----------------- | ----------------- | ------------------------ |
| {\displaystyle 0} | {\displaystyle 0} | {\displaystyle 0}        |
| {\displaystyle 0} | {\displaystyle 1} | {\displaystyle 0}        |
| {\displaystyle 1} | {\displaystyle 0} | {\displaystyle 0}        |
| {\displaystyle 1} | {\displaystyle 1} | {\displaystyle 1}        |

### Графический способ

Осциллограмма задаёт значение некоторой функции графически.

Функцию можно задать графически, отобразив множество точек её графика на плоскости. Это может быть приблизительный набросок, как должна выглядеть функция, или показания, снятые с прибора, например, с осциллографа. Этот способ задания может страдать от недостатка точности, однако в некоторых случаях другие способы задания вообще не могут быть применены. Кроме того, такой способ задания один из самых презентативных, удобных для восприятия и качественного эвристического анализа функции.

### Рекурсивный способ
Функция может быть задана рекурсивно, то есть через саму себя. В этом случае одни значения функции определяются через другие её значения.
Примеры:
- факториал;
- числа Фибоначчи;
- функция Аккермана.

### Словесный способ
Функцию можно описать словами на естественном языке каким-либо однозначным способом, например, описав её входные и выходные значения, или алгоритм, с помощью которого функция задаёт соответствия между этими значениями. Наряду с графическим способом, иногда это единственный способ описать функцию, хотя естественные языки и не столь детерминированы, как формальные.
Примеры:
- функция, возвращающая цифру в записи числа пи по её номеру;
- функция, возвращающая число атомов во вселенной в определённый момент времени;
- функция, принимающая в качестве аргумента человека, и возвращающая число людей, которое родится на свет после его рождения.

## Классы числовых функций
- Интегрируемые функции
- Интегрируемые по Лебегу функции
- Равномерно непрерывные функции
- Целые функции

## Исторический очерк

### Появление понятия
Математическое моделирование явлений и законов природы приводит к возникновению понятия функции, которое поначалу ограничивается алгебраическими функциями (многочленами) и тригонометрией. Как и остальные понятия математики, общее понятие функции сложилось не сразу, а прошло долгий путь развития. Разумеется, и в древности при вычислениях люди неосознанно использовали различные функции (например, квадратный корень) и даже уравнения, однако как отдельный математический объект, допускающий общее аналитическое исследование, функция могла появиться только после создания Виетом символической алгебры (XVI век). Даже в XVII веке Непер, вводя в обиход логарифмическую функцию, использовал обходной путь — определил её кинематически.
Первоначально объектом исследования стали разнообразные алгебраические формулы. Декарт рассматривал неалгебраические зависимости только в виде редчайшего исключения. У него и у Ферма формула понимается не просто как вычислительный алгоритм, но рассматривается как (геометрически представимое) преобразование одной непрерывно меняющейся величины в другую. У Барроу («Лекции по геометрии», 1670) в геометрической форме устанавливается взаимная обратность действий дифференцирования и интегрирования (разумеется, без употребления самих этих терминов). Это свидетельствует уже о совершенно отчётливом владении понятием функции как целостного объекта. В геометрическом и механическом виде понятие функции мы находим и у Ньютона.
Математический термин «функция» впервые появился в 1673 году у Лейбница, и притом не совсем в современном его понимании: Лейбниц вначале называл функцией различные отрезки, связанные с какой-либо кривой (например, абсциссы её точек). Позже, однако, в переписке с Иоганном Бернулли (1694) содержание термина расширяется и в конце концов становится синонимом «аналитически заданной зависимости».
В первом печатном курсе «Анализа бесконечно малых для познания кривых линий» Лопиталя (1696) термин «функция» не употребляется.

### Первые попытки определения
В начале XVIII века были получены разложения всех стандартных функций и многих других.
Благодаря, в основном, Эйлеру (1748) были уточнены их определения.
Эйлер впервые ясно определил показательную функцию, а также логарифмическую как обратную к ней, и дал их разложения в ряд. До Эйлера многие математики считали, например, тангенс тупого угла положительным; Эйлер дал современные определения всех тригонометрических функций (сам термин «тригонометрическая функция» предложил Клюгель в 1770 году).
В приложениях анализа появляется множество новых трансцендентных функций. Когда Гольдбах и Бернулли попытались найти непрерывный аналог факториала, молодой Эйлер сообщил в письме Гольдбаху о свойствах гамма-функции (1729, название принадлежит Лежандру). Через год Эйлер открыл бета-функцию, и далее неоднократно возвращался к этой теме. Гамма-функция и связанные с ней (бета, дзета, цилиндрические (Бесселя)) находят многочисленные применения в анализе, а также в теории чисел, а дзета-функция Римана оказалась незаменимым инструментом для изучения распределения простых чисел в натуральном ряду.
В 1757 году Винченцо Риккати, исследуя секторы гиперболы, вводит гиперболические функции ch, sh (именно с такими обозначениями) и перечисляет их основные свойства.
Немало новых функций возникло в связи с неинтегрируемостью различных выражений. Эйлер определил (1768) интегральный логарифм (название предложил И. Зольднер, 1809), Л. Маскерони — интегральные синус и косинус (1790). Вскоре появляется и новый раздел математики: специальные функции.
С этим пёстрым собранием надо было что-то делать, и математики приняли радикальное решение: все функции, независимо от их происхождения, были объявлены равноправными. Единственное требование, предъявляемое к функции — определённость, причём имеется в виду не однозначность самой функции (она может быть и многозначной), а недвусмысленность способа вычисления её значений.
Первое общее определение функции встречается у Иоганна Бернулли (1718): «Функция — это величина, составленная из переменной и постоянной». В основе этого не вполне отчётливого определения лежит идея задания функции аналитической формулой.
Та же идея выступает и в определении Эйлера, данном им во «Введении в анализ бесконечных» (1748): «Функция переменного количества есть аналитическое выражение, составленное каким-либо образом из этого переменного количества и чисел или постоянных количеств».
Всё же в XVIII веке отсутствовало достаточно ясное понимание различия между функцией и её аналитическим выражением. Это нашло отражение в той критике, которой Эйлер подверг решение задачи о колебании струны, предложенное Бернулли (1753).
В основе решения Бернулли лежало утверждение о возможности разложить любую функцию в тригонометрический ряд. Возражая против этого, Эйлер указал на то, что подобная разложимость доставляла бы для любой функции аналитическое выражение, в то время как функция может и не иметь его (она может быть задана графиком, «начертанным свободным движением руки»).
Эта критика убедительна и с современной точки зрения, ибо не все функции допускают аналитическое изображение (правда, у Бернулли речь идёт о непрерывной функции, которая, как установил в 1885 Вейерштрасс, всегда аналитически изобразима, но она может и не разлагаться в тригонометрический ряд). Однако другие аргументы Эйлера уже ошибочны. Например, он считал, что разложение функции в тригонометрический ряд доставляет для неё единое аналитическое выражение, в то время как она может быть «смешанной» функцией, представимой на разных отрезках разными формулами. На самом деле одно другому не противоречит, но в ту эпоху казалось невозможным, чтобы два аналитических выражения, совпадая на части отрезка, не совпадали на всём его протяжении.
Позже, при исследовании функций многих переменных он понял ограниченность прежнего определения и признал разрывные функции, а затем, после исследования комплексного логарифма — даже многозначные функции.
Под влиянием теории бесконечных рядов, которые давали алгебраическое представление почти любой гладкой зависимости, наличие явной формулы постепенно перестало быть обязательным для функции.
Логарифм или показательная функция, например, вычисляются как пределы бесконечных рядов; такой подход распространился и на другие нестандартные функции. С рядами стали обращаться как с конечными выражениями, первоначально никак не обосновывая корректность операций и даже не гарантируя сходимость ряда.
Начиная с «Дифференциального исчисления» (1755), Эйлер фактически принимает современное определение числовой функции как произвольного соответствия чисел:
Когда некоторые количества зависят от других таким образом, что при изменении последних и сами они подвергаются изменению, то первые называются функциями вторых.

### Общее определение
С начала XIX века уже всё чаще и чаще определяют понятие функции без упоминания об её аналитическом изображении. В «Трактате по дифференциальному и интегральному исчислению» (1797—1802) Лакруа говорится: «Всякая величина, значение которой зависит от одной или многих других величин, называется функцией этих последних» независимо от того, известен или неизвестен способ вычисления её значений.
В «Аналитической теории тепла» Фурье (1822) имеется фраза: «Функция {\displaystyle fx} обозначает функцию совершенно произвольную, то есть последовательность данных значений, подчинённых или нет общему закону и соответствующих всем значениям {\displaystyle x}, содержащимся между {\displaystyle 0} и какой-либо величиной {\displaystyle x}».
Близко к современному и определение Лобачевского:
…Общее понятие функции требует, чтобы функцией от {\displaystyle x} называть число, которое даётся для каждого {\displaystyle x} и вместе с {\displaystyle x} постепенно изменяется. Значение функции может быть дано или аналитическим выражением, или условием, которое подаёт средство испытывать все числа и выбирать одно из них, или, наконец, зависимость может существовать и оставаться неизвестной…
Обширный взгляд теории допускает существование зависимости только в том смысле, чтобы числа одни с другими в связи понимать как бы данными вместе.
Таким образом, современное определение функции, свободное от упоминаний об аналитическом задании, обычно приписываемое Дирихле, неоднократно предлагалось и до него. Вот определение Дирихле (1837):
у есть функция переменной х (на отрезке {\displaystyle a\leqslant x\leqslant b}), если каждому значению х (на этом отрезке) соответствует совершенно определённое значение у, причем безразлично, каким образом установлено это соответствие — аналитической формулой, графиком, таблицей, либо даже просто словами.
К концу XIX века понятие функции перерастает рамки числовых систем. Первыми это сделали векторные функции, вскоре Фреге ввёл логические функции (1879), а после появления теории множеств Дедекинд (1887) и Пеано (1911) сформулировали современное универсальное определение.

## Примеры

### Неявные функции
Функции могут быть заданы при помощи других функций и уравнений.
Предположим, задана функция {\displaystyle F} двух переменных, которая удовлетворяет специальным условиям (условиям теоремы о неявных функций), тогда уравнение вида. 
{\displaystyle F(x,y)=0}.
определяет неявную функцию вида {\displaystyle y=f(x)}.